# Smash Lab
Smash Lab is een televisieprogramma dat oorspronkelijk van december 2007 tot en met mei 2009 uitgezonden werd door Discovery Channel. De reeks telt twintig afleveringen. De basis van het programma bestaat uit alledaagse technologie op een niet-alledaagse manier testen.

## Cast
Het Smash Lab team bestaat uit Deanne Bell (wetenschapper), Chuck Messer (monteur), Nick Blair (ontwerper, enkel in seizoen 1), Kevin Cook (creatief expert, alleen in seizoen 1), Reverend Gadget (bouwer, seizoen 2) en Nathaniel Taylor (artiest, seizoen 2). Blair heeft een diploma in industriële techniek, en zowel Bell als Cook hebben diploma's in mechanische techniek.

## Kritiek
De show kreeg op de fora van Discovery Channel als in de Daily Illini kritiek.